# Ланкаширский хотпот
Ланкаши́рское жарко́е (англ. Lancashire hotpot) — блюдо британской кухни из графства Ланкашир на северо-западе Англии. Блюдо готовится из баранины с нарезанными луком и картофелем в большом котелке на медленном огне.

## История
Словом hotpot обозначается любое жарко́е или рагу из мяса и овощей. В кулинарной книге 1667 года «The Closet Opened» Кенелма Дигби упоминается блюдо с похожим названием «Королевский хотчпот из баранины» (Queen Mothers Hotchpot of Mutton); блюдо с таким же названием упомянуто в «Книге миссис Битон о ведении домашнего хозяйства».
До промышленной революции многие семьи, работая на дому, могли уделять много времени для приготовления жаркого; в дальнейшем, работая по расписанию, они уже не могли себе этого позволить.

## Рецепт
Рецепт обычно состоит из баранины (сейчас более часто используют ягнёнка) и лука, покрытых ломтиками картофеля. Во многих региональных вариациях добавляются овощи (морковь, репа или лук-порей). Во многих ранних рецептах присутствовали почки ягнёнка, а в современных вариантах могут использоваться говяжьи или беконные отбивные вместо баранины или же начинка из теста.
В традиционный рецепт когда-то входили устрицы, но из-за увеличения стоимости они вышли из употребления. в качестве сопровождения часто подаются маринованная краснокочанная капуста или свёкла, а в некоторых регионах и ланкаширский сыр.